# Andrzej Płachta
Andrzej Płachta (ur. 28 listopada 1892 w Toni, zm. 28 listopada 1974 w Londynie) – podpułkownik obserwator Wojska Polskiego, uczestnik I i II wojny światowej oraz wojen z Ukraińcami i bolszewikami, działacz niepodległościowy, kawaler Orderu Virtuti Militari, mianowany przez władze RP na uchodźstwie na stopień pułkownika.

## Życiorys
Urodził się 28 listopada 1892 we wsi Tonie, w ówczesnym powiecie ostrzeszowskim Prowincji Poznańskiej, w rodzinie Macieja i Anny z Rybczaków. Ukończył szkołę średnią i w 1909 roku wyjechał do pracy w kopalni w Westfalii. 17 października 1912 roku został powołany do odbycia służby w armii cesarskiej. Otrzymał przydział do 1. dolnoalzackiego pułku piechoty nr 132 w Strasburgu. W 1914 roku zdał egzaminy wstępne na uczelnię górniczą w Bottrop. Wybuch I wojny światowej uniemożliwił mu rozpoczęcie nauki, gdyż ze swoim pułkiem został wysłany na front francuski. Brał udział w walkach nad Sommą i pod Verdun. 14 lutego 1917 roku oddelegowany został do Szkoły Strzelców Lotniczych we Wrocławiu, a po dwóch miesiącach na kurs bombardierów w Britz. Po ukończeniu szkolenia służył w 19. i 16. Schutzstaffel na froncie zachodnim. Był jednym z niewielu Polaków odznaczonych za męstwo Krzyżem Żelaznym I klasy.
Po zakończeniu działań wojennych został zwolniony z wojska i powrócił w rodzinne strony. Zajął się organizowaniem ochotniczych drużyn w powiecie ostrzeszowskim, które pod dowództwem por. Stanisława Thiela wzięły udział w powstaniu wielkopolskim. 5 stycznia 1919 roku znalazł się w oddziale szturmującym lotnisko Ławica i 11 stycznia 1919 roku, jako doświadczony lotnik, otrzymał przydział do nowo zorganizowanej Stacji Lotniczej Ławica. 17 stycznia 1919 roku, w załodze z pil. Ludwikiem Piechowiakiem wykonał pierwszy lot bojowy na korzyść oddziałów powstańczych podczas którego rozpoznał okolice Leszna. Po kilku dniach wykonali następny lot wywiadowczy, podczas którego rozpoznał rejon Zbąszynia i osobiście złożył meldunek o wynikach rozpoznania dowódcy odcinka. W załodze z pil. Bartkowiakiem wykonywał również loty wywiadowcze w kierunku północnym. W trakcie jednego z nich wylądowali na zamarzniętym jeziorze wągrowieckim, aby jak najszybciej dostarczyć meldunek. 21 lutego w Poznaniu odbyła się promocja oficerska, podczas której Andrzej Płachta otrzymał stopień podporucznika Wojska Polskiego.
W marcu 1919 roku otrzymał awans na zastępcę dowódcy 1. Wielkopolskiej eskadry polnej i w jej składzie trafił 14 marca na front wojny polsko-ukraińskiej. Wziął udział w obronie Lwowa, podczas której wykonał kilka lotów bojowych. 10 czerwca 1919 roku eskadra została przebazowana na front wielkopolski a Andrzej Płachta został przeniesiony na stanowisko adiutanta stacji Ławica. W październiku 1919 roku został mianowany jej komendantem, a w styczniu 1920 roku objął stanowisko dowódcy 1. Eskadry Wielkopolskiej.
9 i 11 kwietnia wraz z pchor. pil. Kazimierzem Burzyńskim wykonał dwa długotrwałe loty wywiadowcze w rejonie Rzeczycy. W czasie kwietniowych walk pod Szaciłkami i Jakimkowskaja na czele 1. ew atakował z niskiego pułapu piechotę Armii Czerwonej. 17 kwietnia brał udział w atakach na skupiska radzieckich barek na Berezynie, wykonał dwa loty na te cele. Pomimo uszkodzenia samolotu kontynuowali ataki do wyczerpania amunicji. W maju 1920 roku intensywność walk wzrosła i Płachta wykonał w tym miesiącu 30 lotów trwających łącznie ponad 60 godzin. W lipcu 1920 roku został mianowany dowódcą parku lotniczego w Toruniu.
Po zakończeniu działań wojennych pozostał w Wojsku Polskim. 8 marca 1921 roku został mianowany dowódcą 16. eskadry wywiadowczej, a w maju dowódcą 10. eskadry wywiadowczej. 1 września 1922 roku otrzymał przydział do 3. pułku lotniczego, następnie 18 kwietnia 1927 roku został przydzielony do 1. pułku lotniczego, gdzie wkrótce został dowódcą I dywizjonu wywiadowczego. Pod koniec 1927 roku został skierowany na czteromiesięczny kurs dla oficerów sztabowych lotnictwa przy Centrum Wyższych Studiów Wojskowych w Warszawie. 5 listopada 1928 roku został wyznaczony na dowódcę dywizjonu szkolnego 1. pl, a w lipcu 1929 roku przesunięty na stanowisko dowódcy dywizjonu.
Poza służbą w lotnictwie wojskowym uczestniczył w działalności Związku Lotników Polskich, w 1925 roku był jednym z kandydatów na prezesa Związku. Trzykrotnie zasiadał w Radzie Nadzorczej Związku.
11 listopada 1931 roku prowadził klucz samolotów 12. eskadry liniowej podczas defilady z okazji święta niepodległości. W kwietniu 1933 roku został mianowany dowódcą oddziału portowego w 1. pułku lotniczym, a ok. 1937 roku został przeniesiony do 2 pułku lotniczego w Krakowie na stanowisko komendanta bazy lotniczej. Na stopień podpułkownika został mianowany ze starszeństwem z 19 marca 1938 i 1. lokatą w korpusie oficerów lotnictwa, grupa techniczna. W maju 1939 roku wrócił do Warszawy, gdzie objął stanowisko kierownika działu przygotowania lotnisk polowych.
Po wybuchu II wojny światowej przedostał się do Wielkiej Brytanii. Wstąpił do RAF, otrzymał numer służbowy P-2238. Ze względu na wiek nie został zakwalifikowany do latania operacyjnego. Latał jako nawigator na samolotach transportowych na Bliskim Wschodzie. Pełnił też funkcję nawigatora gen. Władysława Andersa. Po zakończeniu działań wojennych pozostał na emigracji w Wielkiej Brytanii. 30 września 1960 roku otrzymał brytyjskie obywatelstwo. Na emigracji był znany jako Andrew Colin-Plachta. Aktywnie uczestniczył w życiu Polonii, należał do Stowarzyszenia Lotników Polskich. Zmarł 28 listopada 1974 roku w Londynie, został skremowany w krematorium w Ruislip. Jego prochy zostały złożone w grobie rodzinnym na cmentarzu parafialnym w Wyszanowie.
17 marca 1926 w Poznaniu ożenił się ze Stefanią Kolin (ur. 2 września 1904 w Jarosławiu).

## Ordery i odznaczenia
- Krzyż Srebrny Orderu Wojskowego Virtuti Militari nr 8076[2] – 27 lipca 1922[21]
- Krzyż Niepodległości – 17 września 1932 „za pracę w dziele odzyskania niepodległości”[22]
- Krzyż Walecznych[23]
- Medal Lotniczy trzykrotnie
- Złoty Krzyż Zasługi – 19 marca 1936 „za zasługi w służbie wojskowej”[24]
- Medal Pamiątkowy za Wojnę 1918–1921[23]
- Medal Dziesięciolecia Odzyskanej Niepodległości[23]
- Polowa Odznaka Obserwatora nr 10 – 11 listopada 1928 „za loty bojowe nad nieprzyjacielem w czasie wojny 1918–1920”[25]
- Krzyż Żelazny I klasy (Prusy)